# Église Saint-Cœur-de-Marie de Québec
Pour les articles homonymes, voir Église Saint-Cœur-de-Marie.
L’église Saint-Cœur-de-Marie était une église située dans le quartier du Vieux-Québec–Cap-Blanc–colline Parlementaire de l'arrondissement La Cité-Limoilou, à Québec. Ouvert au culte en 1920, le bâtiment est désacralisé en 1997 puis vendu, et finalement démoli en 2019.

## Description
Située au 530 Grande Allée Est, l'église possède des caractéristiques de l'architecture néo-byzantine. Son architecte, Ludger Robitaille, s'est inspiré des plans de l'architecte Arthur Regnault pour l'église Sainte-Jeanne-d'Arc de Rennes.
La nef se termine par une abside en cul-de-four. Outre l'impressionnante tour-clocher d'inspiration byzantine, la présence de grandes arcades fenestrées sur les façades caractérisent l'aspect extérieur de ce bâtiment.
Les deux voutes de la nef supportées par d'immenses piliers ont été construites de trois rangs de brique posées en chevrons et intercalées de mortier par une firme new-yorkaise, selon une technique européenne très ancienne. Les vitraux ont été réalisés sous la direction de Guido Nincheri (1885-1973).

## Histoire
La paroisse Saint-Cœur-de-Marie est érigée canoniquement le 3 mai 1918, par détachement des paroisses Saint-Jean-Baptiste et Notre-Dame de Québec. L'église est construite sous la direction des Pères Eudistes à qui on avait confié la direction spirituelle de la paroisse. Le curé, le père Pierre-Marie Dargnaud (1839-1930) demande à un compatriote breton, l'architecte Arthur Regnault (1839-1932) de faire des plans pour l'église. Celui-ci s'inspire d'un projet d'église romano-byzantin qu'il avait construit à Rennes, quelques années auparavant. Un architecte de Québec, Ludger Robitaille adapte les plans à la dimension du site de Québec. La pierre angulaire est bénite le 21 septembre 1919 et la première messe est célébrée le 25 décembre 1920.
L’église est mise en vente en 1995. Elle est fermée au culte en 1997.
Elle est ensuite la propriété d'intérêts privés et sa démolition éventuelle est souvent soulevée dans les médias,. Elle est acquise au coût de 1,8 M$ en 2010 par un promoteur qui désire y construire une tour d'habitation. Ce dernier soumet neuf versions de projet à la Ville, toutes refusées, avant de poursuivre en justice l'administration municipale en 2017 pour 12 M$ puis 16,8 M$ en 2018. Un sondage effectué en mai 2016 révèle que 51 % des citoyens « veulent rénover l’église et la conserver », 24 % acceptent sa démolition et 24 % étant indifférents.
En mai 2019, en raison de son état de dégradation, un muret de 6 pieds est érigé autour du bâtiment. La Ville autorise alors sa démolition, les travaux de démantèlement débutant le 27 juin 2019.
Une tour d'habitation de 18 étages pourrait voir le jour sur le site.

## Galerie

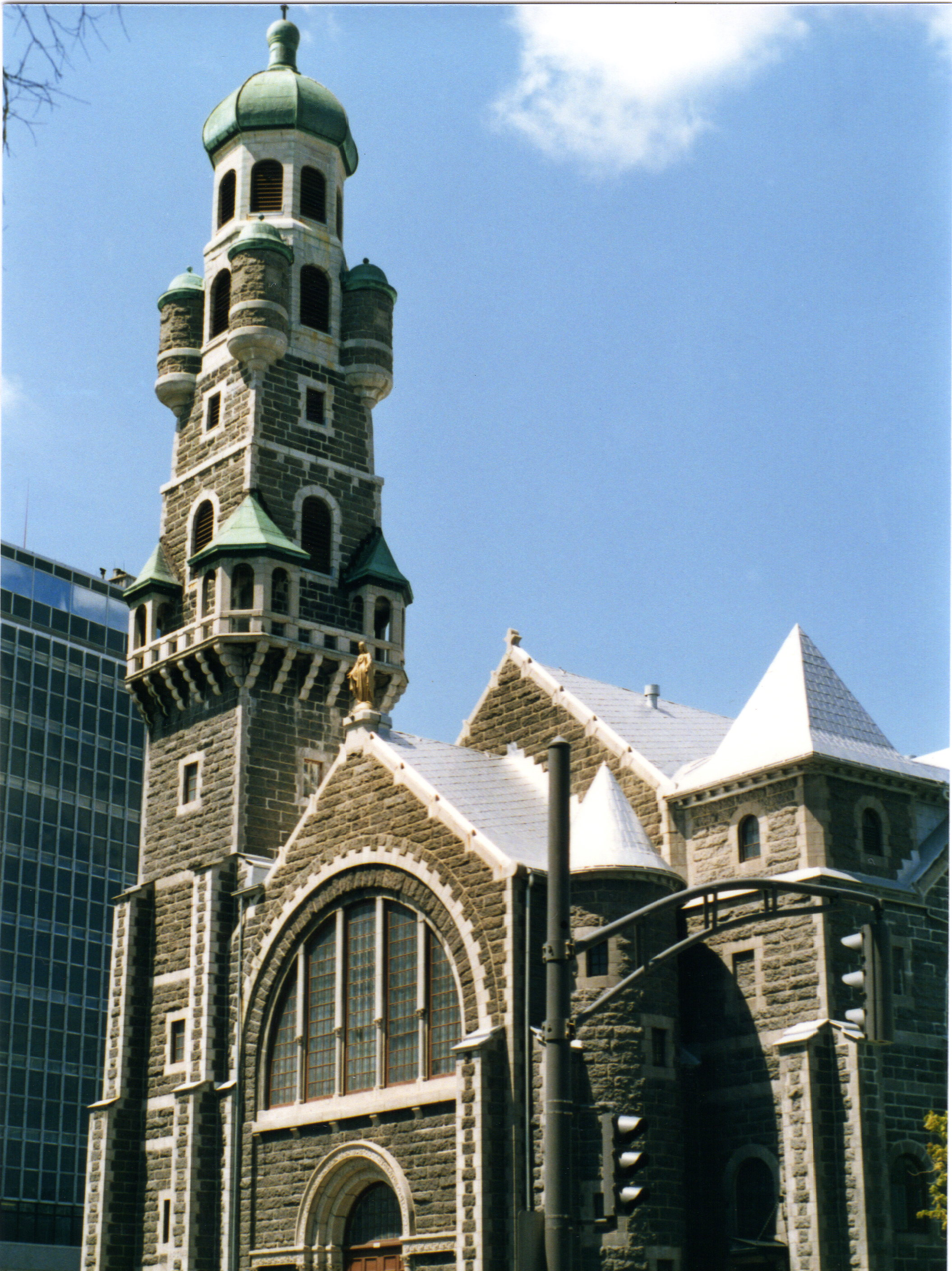
Façade.
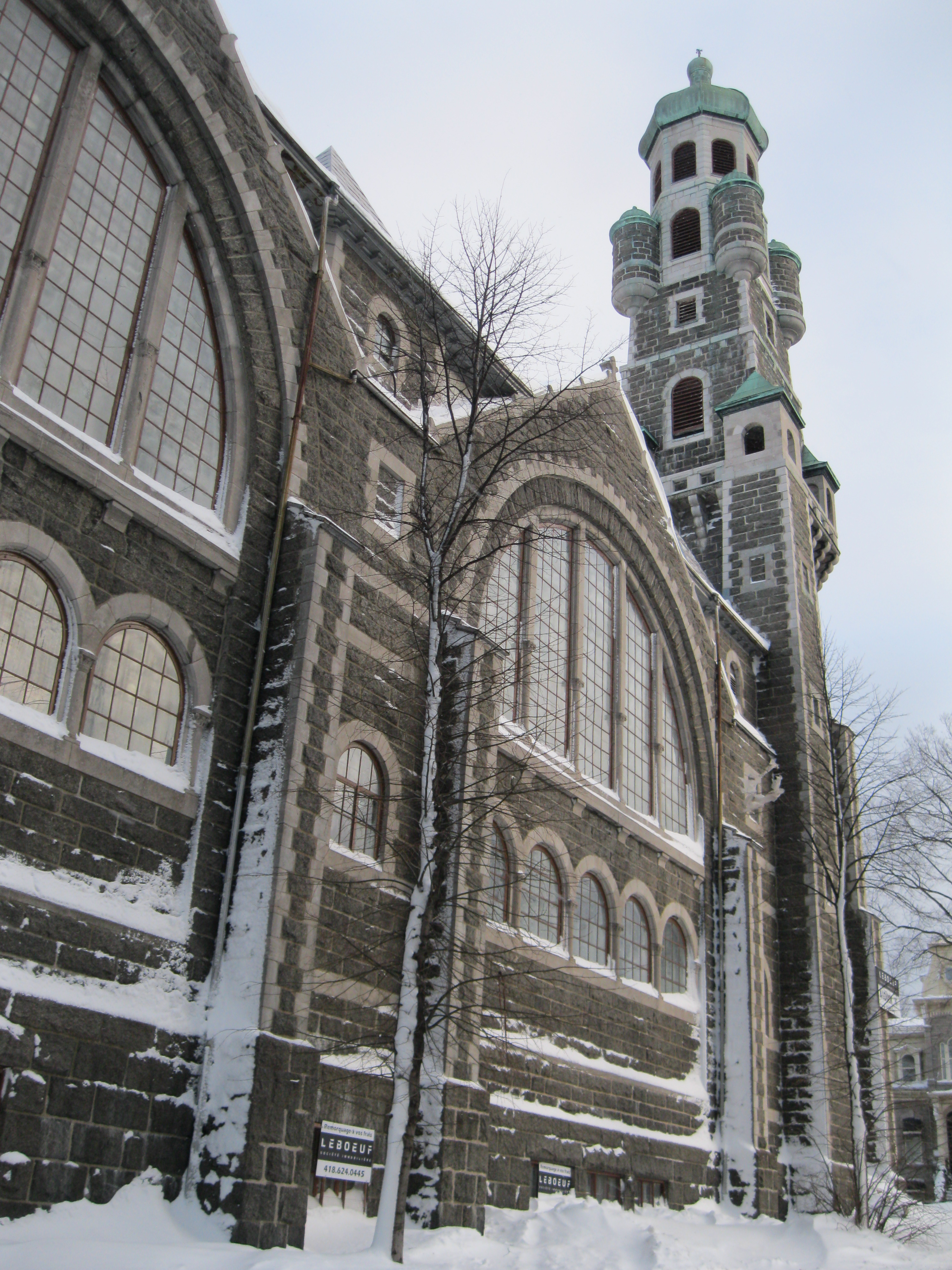
Vue de côté.
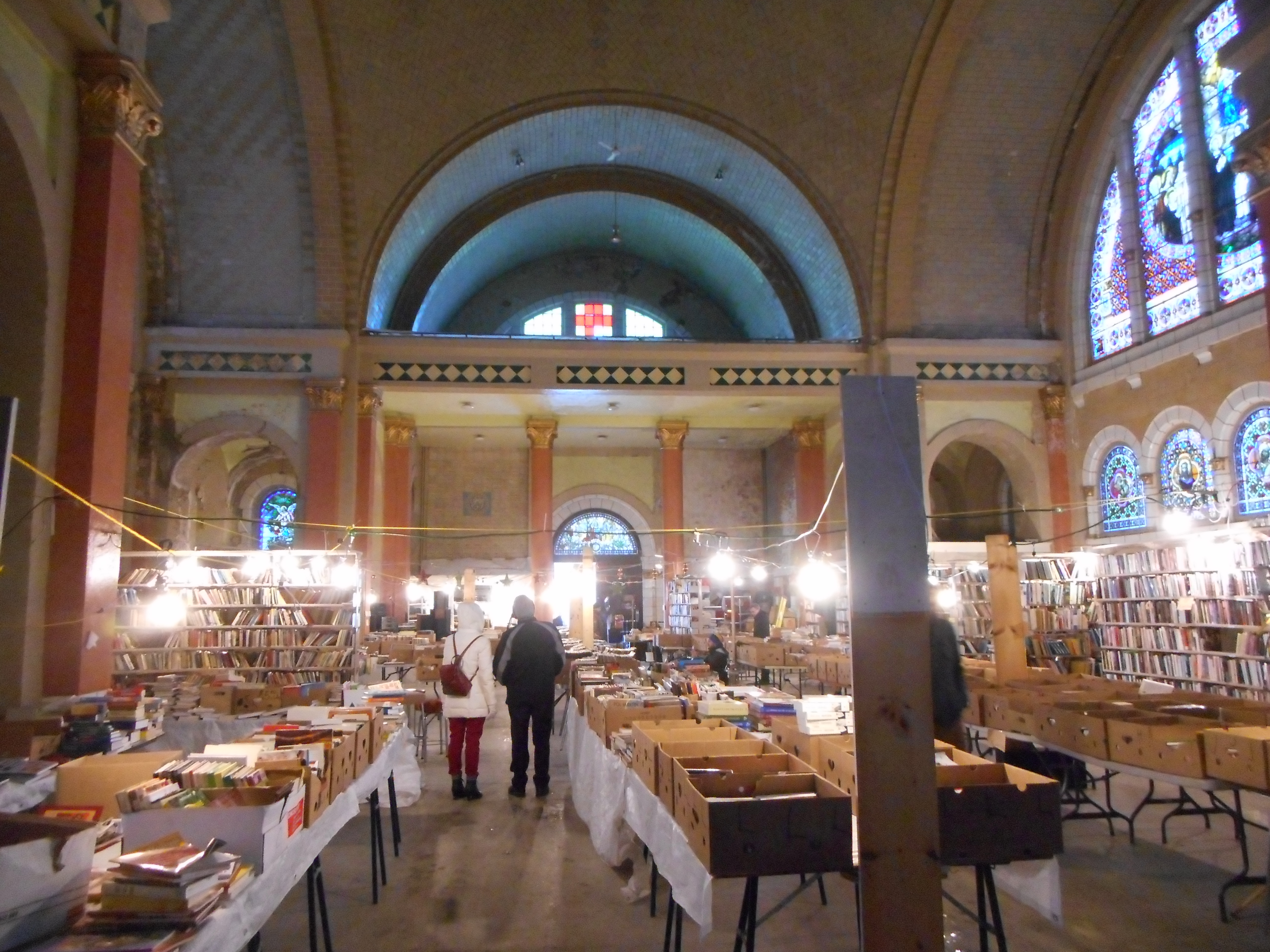
Vue intérieure.
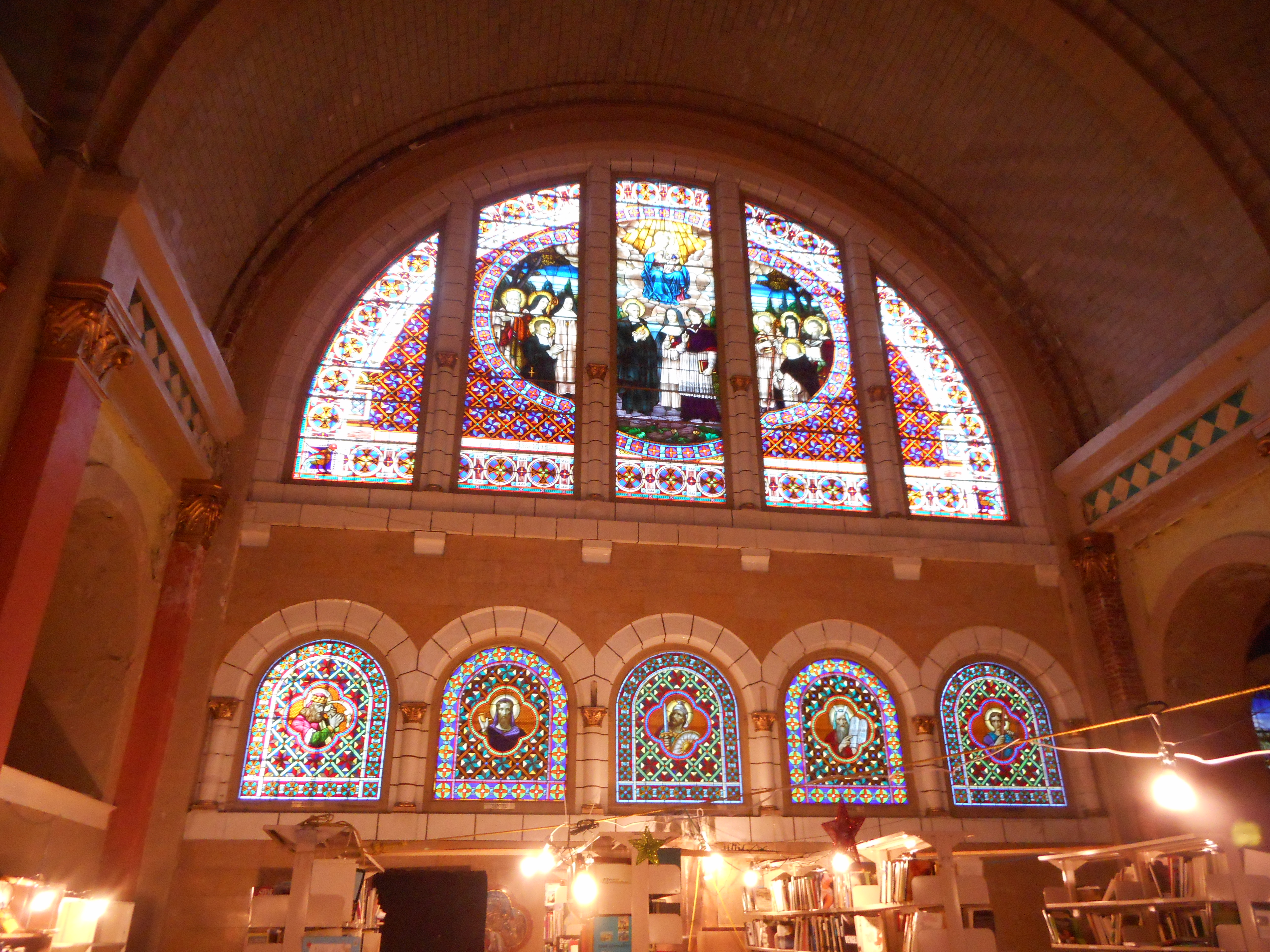
Vitraux.
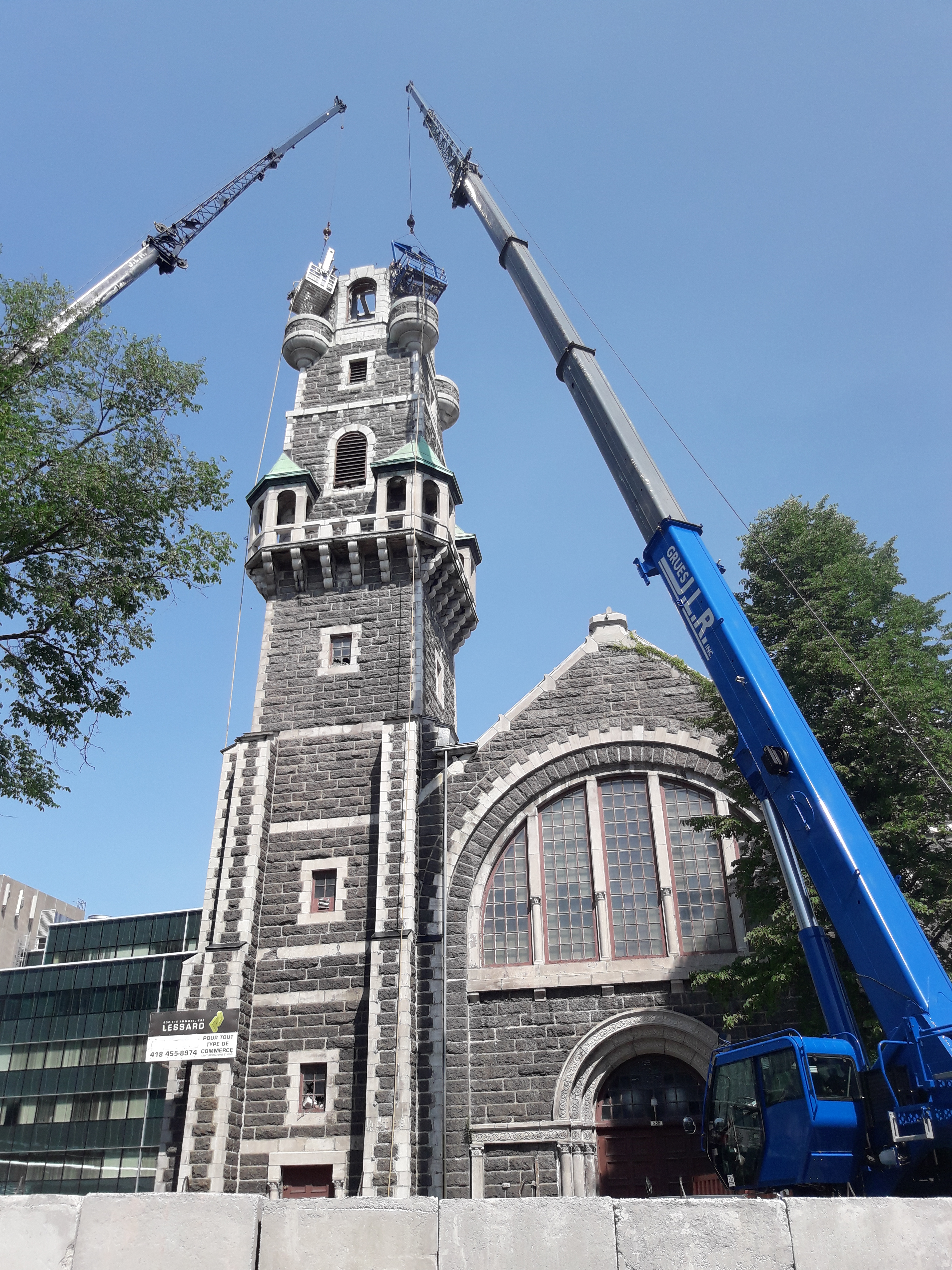
Début des travaux de démolition de l'église, en juillet 2019.
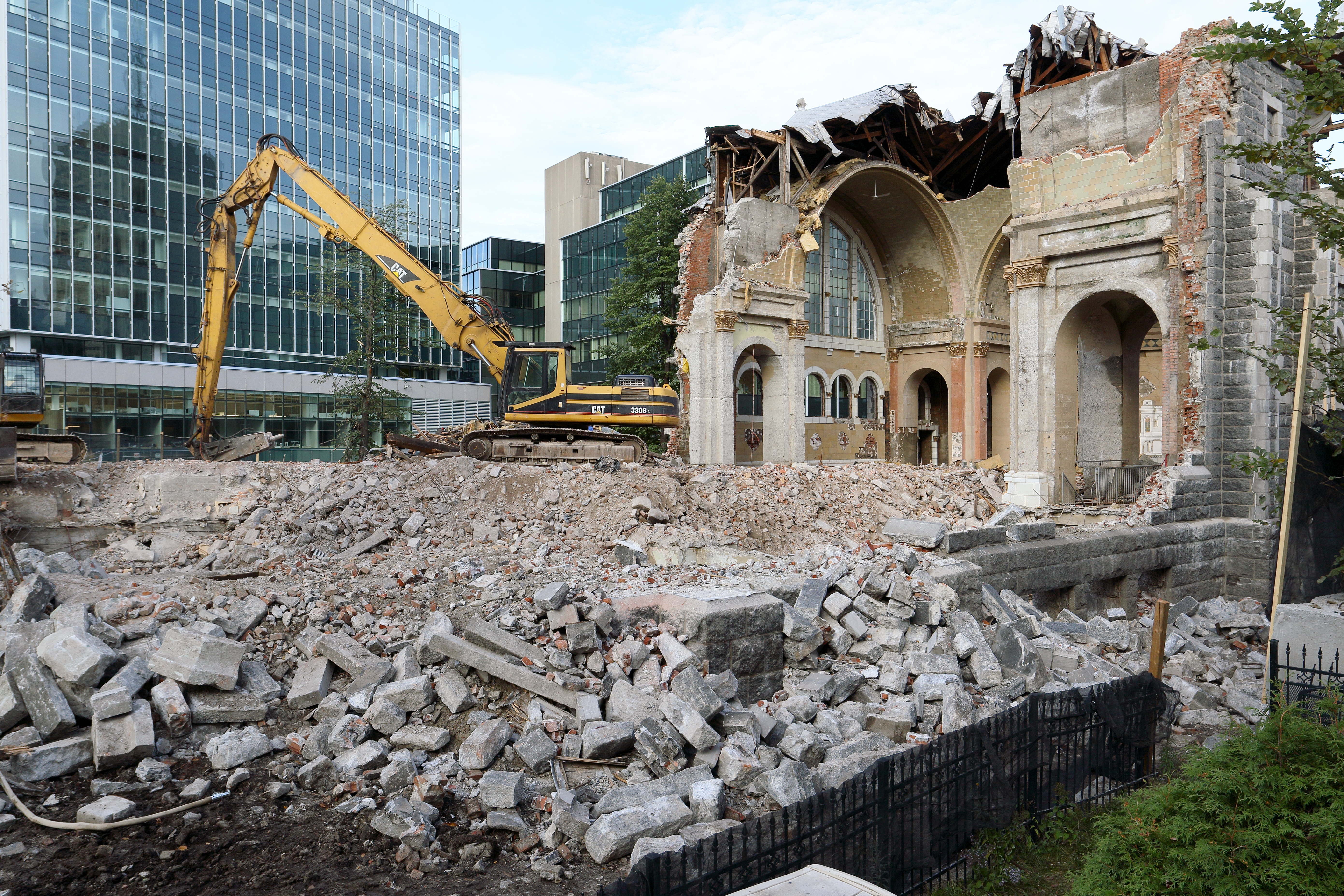
Ruines de l'église, en octobre 2019.